# Рудолф II (Тюбинген)
Рудолф II фон Тюбинген  (на немски: Rudolph II Pfalzgraf von Tubingen; * ок. 1185, † 1 ноември 1247) е пфалцграф на Тюбинген и фогт на Зинделфинген.

## Живот
Той е син на пфалцграф Рудолф I фон Тюбинген (1160 – 1219) и на Мехтхилд фон Гисен († 1206), дъщеря-наследничка на граф Вилхелм фон Глайберг († сл. 1158) и Салома фон Гисен-Изенбург († сл. 1197).
Рудолф II последва брат си Хуго III (V) (ок. 1185 – 26 юли 1216) като представител на пфалцграфската фамилия. Той се появява от 1224 г. в множество императорски документи като пфалцграф, а другият му брат Вилхелм (ок. 1190 – ок. 1252/1256) е писан до него само като граф. Той е споменаван в 10 документа на избрания за римски крал Хайнрих VII, който е останал в Швабия.
Пфалцграф Рудолф II и брат му Вилхелм са с други графове на 8 януари 1224 г. при Хайнрих VII във Вормс, на 5 април 1227 г. в Опенхайм и на 1 май в Хагенау.

## Фамилия
Рудолф II фон Тюбинген се жени за дъщеря на маркграф Хайнрих I фон Ронсберг († 1191) и на Удилхилд фон Гамертинген († 1191). Двамата имат децата:
- Хуго IV († ок. 1267), пфалцграф на Тюбинген
- Рудолф I (III) († 12 май 1277), граф на Тюбинген в Херенберг
- Улрих († сл. 1243)
- Мехтхилд, ∞ за граф Буркард V фон Хоенберг († 1253) от Швабия (род Хоенцолерн); тяхната дъщеря Гертруда фон Хоенберг (Анна) (* 1225, † 16 февруари 1281) е съпруга на крал Рудолф I Хабсбургски